# Palmer (Kansas)
Palmer é uma cidade localizada no estado americano de Kansas, no Condado de Washington.

## Demografia
Segundo o censo americano de 2000, a sua população era de 108 habitantes.
Em 2006, foi estimada uma população de 100, um decréscimo de 8 (-7.4%).

## Geografia
De acordo com o United States Census Bureau tem uma área de
0,8 km², dos quais 0,8 km² cobertos por terra e 0,0 km² cobertos por água. Palmer localiza-se a aproximadamente 284 m acima do nível do mar.

## Localidades na vizinhança
O diagrama seguinte representa as localidades num raio de 20 km ao redor de Palmer.